# Ciclo litogenetico
Il ciclo litogenetico (detto anche ciclo delle rocce) è il modello che rappresenta le relazioni genetiche delle rocce tra loro e con il magma nell'ambito della crosta terrestre.
Le rocce ignee sono dette primarie in quanto sono le uniche che derivano dal magma e non da altre rocce, per cui si perde la memoria della struttura precedente.
Le rocce metamorfiche sono comunque al termine storia di un materiale roccioso. Infatti, prima di subire l'anatessi a causa della profondità cui sono portate e trasformarsi in magma, le rocce devono subire metamorfismo regionale.

## Descrizione

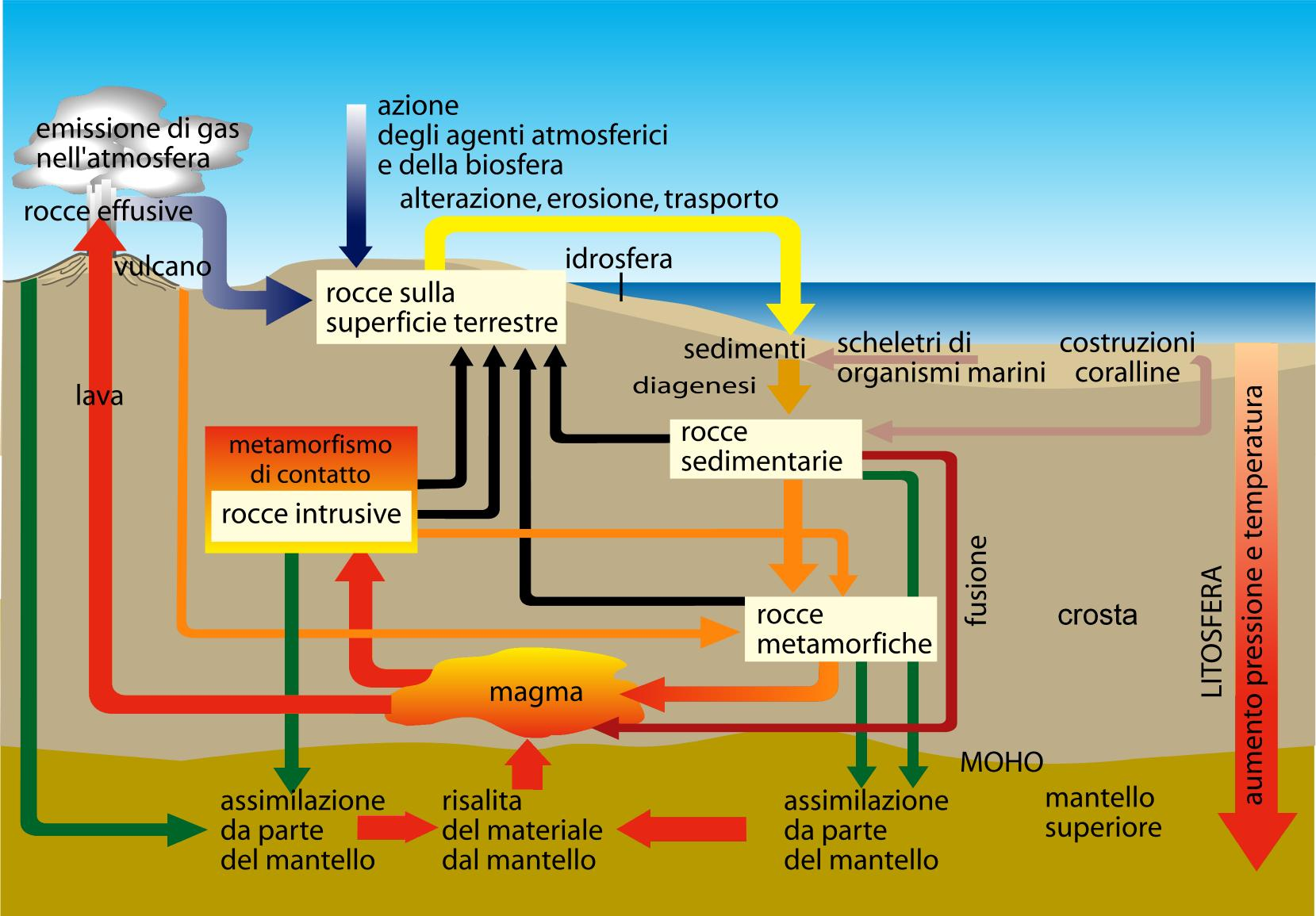
Fig. 1. Le frecce più spesse indicano il ciclo principale. In giallo i fenomeni che avvengono in superficie, in blu le interazioni con atmosfera e biosfera, in ocra la diagenesi, in arancione il metamorfismo, in rosso le rocce fuse, in nero la risalita delle rocce e in verde il loro sprofondamento nel mantello (nelle zone di subduzione)

La figura 1 mostra le varie possibilità di trasformazione delle rocce e riporta anche le connessioni con l'atmosfera, l'idrosfera e con l'azione degli organismi. Si può descrivere schematicamente il ciclo litogenetico partendo dal processo magmatico: il magma raffreddandosi e consolidandosi in profondità origina rocce intrusive o se raffredda in superficie dà origine a rocce effusive. Nel primo caso provoca sulle rocce circostanti un processo di metamorfismo di contatto. 
Le rocce intrusive possono essere sollevate fino a raggiungere la superficie terrestre dove, insieme alle rocce effusive sono aggredite dagli agenti esogeni, e quindi soggette sia ad erosione che a dissoluzione chimica, ed entrano nel ciclo sedimentario dando origine ad accumuli di sedimenti inconsolidati, sia in ambiente continentale che marino. In quest'ultimo caso un contributo fondamentale ai sedimenti è dato dalla decantazione sul fondo di scheletri di organismi marini (essenzialmente microorganismi planctonici).
I sedimenti inconsolidati che si accumulano vengono sepolti e in questa fase la diagenesi può litificarli formando le rocce sedimentarie compatte. Queste ultime, come le stesse rocce magmatiche originarie, possono essere seppellite sotto altri strati di sedimenti e spinte in profondità all'interno della crosta terrestre o essere coinvolte in processi di formazione di una catena montuosa; si trovano così coinvolte in un processo metamorfico trasformandosi in rocce metamorfiche, che a loro volta possono essere spinte a riaffiorare sulla superficie terrestre e rientrare nuovamente nel ciclo sedimentario.
Se poi le rocce, sono spinte a maggior profondità entro la crosta terrestre, solitamente a causa della subduzione della placca tettonica in cui si trovano, sono sottoposte a un aumento di temperatura e pressione tale da provocare il fenomeno dell'anatessi, ossia una loro fusione parziale, con formazione di nuovo magma e il ciclo litogenico si chiude ricominciando dal processo magmatico. Nelle zone di subduzione solo una piccola parte delle rocce fonde; il resto della placca ristagna in tempi geologici più o meno lunghi nella zona di transizione del mantello per poi sprofondare ed essere assimilata dal mantello inferiore. 

Quello descritto è in realtà di un ciclo puramente teorico, una semplificazione di ciò che in natura è notevolmente più complesso. A causa dei frequenti scambi di materia ed energia tra il sistema e l’ambiente circostante durante il ciclo, il nuovo magma che si forma non potrà avere esattamente la composizione di quello che ha iniziato il ciclo. Inoltre, come si vede in fig. 1, alcuni passaggi possono essere saltati, altri ripetuti più volte. Ad esempio le rocce metamorfiche, come quelle intrusive, possono venire in superficie in seguito a sollevamenti, essere erose e trasformarsi in sedimenti senza passare attraverso l’anatessi; così pure le rocce ignee possono trasformarsi direttamente in rocce metamorfiche senza passare attraverso sedimentazione e diagenesi. Le rocce sedimentarie possono subire più cicli di erosione, trasporto e sedimentazione senza trasformarsi in rocce metamorfiche e queste ultime possono subire più metamorfismi. La complessità di questi legami tra i processi petrogenetici trova un'ampia spiegazione nella teoria della Tettonica delle placche.

I tempi per compiere l'intero ciclo principale (frecce più spesse in fig. 1) varia dalle molte decine alle centinaia di milioni di anni.